# Metopilio albispinulatus
Espèce
Metopilio albispinulatus est une espèce d'opilions eupnois de la famille des Globipedidae.

## Distribution
Cette espèce est endémique du Mexique. Elle se rencontre au Morelos et à Mexico.

## Description
Le mâle holotype mesure 3,6 mm et la femelle paratype 4,2 mm.

## Systématique et taxinomie
Cette espèce a été décrite par Goodnight et Goodnight en 1944.

## Publication originale
- Goodnight & Goodnight, 1944 : « More Phalangida from Mexico. » American Museum Novitates, no 1249, p. 1–13 (texte intégral).